# Sayd
Sayd es un personaje de ficción perteneciente al universo de DC Comics, miembro de los Guardianes del Universo. Pese a que la mayoría de los Guardianes son muy rígidos y seguidores de las reglas al pie de la letra, la personalidad de Sayd es más similar a la de Ganthet (otro Guardián conocido por su perspectiva poco tradicional).

## Antecedentes
Kyle Rayner (como Ion) restituye la Batería de Poder Central en Oa y revive a los Guardianes. Sin embargo, estos regresan en forma de niños y niñas en vez de hombres ancianos (como fueran sus cuerpos originales). Sayd es una de los miembros renacidos de los Guardianes del Universo, y una de las pocas mujeres del grupo.

## El Libro de Oa
Sayd leyó un capítulo prohibido del Libro de Oa, donde consta una profecía de alcance cósmico: "La noche más oscura". Cuando la amenaza de los Sinestro Corps puso en peligro al multiverso, Sayd señaló a sus colegas que el asunto era un presagio de "La noche más oscura". Los otros Guardianes rechazaron su preocupación e ignoraron la profecía, catalogándola de folclore. Cuando los Guardianes deciden reescribir el Libro de Oa, tanto Sayd como Ganthet son expulsados del grupo bajo el cargo de «dejarse llevar por sus emociones». Ambos reaparecen en la Tierra para ofrecer a Kyle Rayner un nuevo anillo de poder y para atrapar a Parallax dentro de las baterías de poder de los Linternas Verdes terrícolas.
Tras la Guerra de los Sinestro Corps, Ganthet y Sayd se hallan viviendo en un planeta de nombre desconocido, donde han tomado el control del color azul dentro del espectro de energías, color destinado al sentimiento de esperanza. Juntos, planean formar otra fuerza policial intergaláctica como preparativo a la batalla profetizada en el Libro de Oa, creando anillos de poder y baterías azules. Los dos Guardianes han evolucionado en dos nuevas entidades capaces de albergar esperanza hacia todos los seres vivos, y parecen haber desarrollado una relación romántica. El primer miembro conocido de los Blue Lantern Corps es un extraterrestre llamado Saint Walker.

## En otros medios

### Televisión
- Sayd aparece en Linterna Verde: La Serie Animada con la voz de Susan Blakeslee.

### Película
- Sayd aparece en la película Green Lantern de 2011.